# Trachinotus goodei
Trachinotus goodei (Jordan & Evermann, 1896) è un pesce osseo marino della famiglia Carangidae.

## Distribuzione e habitat
Questa specie è comune nell'Oceano Atlantico occidentale a nord fino al Massachusetts e a sud fino all'Argentina, è inoltre presente nel Golfo del Messico e si può spingere, talvolta, sulle coste dell'Atlantico orientale. Gli adulti sono strettamente costieri e si incontrano spesso nei pressi delle formazioni coralline, i giovanili sono frequenti lungo le spiagge sabbiose. Si incontra fino a una profondità massima di 12 metri

## Descrizione
L'aspetto generale di questa specie è simile a quello degli altri Trachinotus come la mediterranea leccia stella: corpo compresso lateralmente e piuttosto alto, bocca relativamente piccola per un carangide, pinne anale e seconda dorsale lunghe con un lobo acuto all'estremità anteriore (particolarmente lunghi in questa specie), pinna caudale fortemente forcuta o falcata. Il raggio più anteriore delle pinne caudale, anale e seconda dorsale è nero. Il colore generale del corpo è azzurro argenteo che degrada nel bianco argenteo dei fianchi; sono presenti 4 o 5 sottili barre scure verticali nella parte superiore dei fianchi.
Raggiunge i 50 cm per 560 grammi di peso, la misura più comune è di circa 35 cm.

## Biologia
È una specie gregaria che forma banchi numerosi nelle acque costiere.

### Alimentazione
Si ciba di pesci e invertebrati.

## Pesca
Questa specie ha una limitata importanza per la pesca commerciale mentre è apprezzata dai pescasportivi. È anche oggetto di itticoltura.

## Acquariofilia
Questo pesce è allevato solo raramente in acquario.